# 撫州臨川戰鬥
撫州臨川戰鬥發生於1926年10月18日－27日，地點則是在中國贛中東一帶，是國民革命軍北伐戰爭的戰鬥之一。撫州臨川戰鬥的交戰雙方，一方為國民革命軍，另一方為北洋軍中央二師。

## 參看
- 中華民國北洋政府時期內戰戰鬥列表